# Wirtschafts- und Sozialkommission für Westasien
Die Wirtschafts- und Sozialkommission für Westasien (engl. Economic and Social Commission for Western Asia, ESCWA oder UN-ESCWA) ist eine der fünf regionalen Kommissionen des Wirtschafts- und Sozialrates der Vereinten Nationen (ECOSOC). Zuständigkeitsgebiet sind die Länder der Arabischen Halbinsel sowie die Nordafrikanischen Länder Ägypten, Sudan, Libyen, Tunesien und Marokko.

## Geschichte
Die Kommission hat die Förderung und Entwicklung ihrer 17 Mitgliedsstaaten im sozialen und wirtschaftlichen Bereich zum Ziel. Sie wurde 1973 als Wirtschaftskommission für Westasien (engl. Economic Commission for Western Asia, ECWA bzw. UN-ECWA) gegründet, die Umbenennung erfolgte 1985 und sollte die sozialen Aufgaben der Kommissionen in der Region verdeutlichen. Die UN-ESCWA hat ihren Sitz in Beirut (Libanon) am Khalil-Gibran-Park im Bezirk Zokak el-Blat.

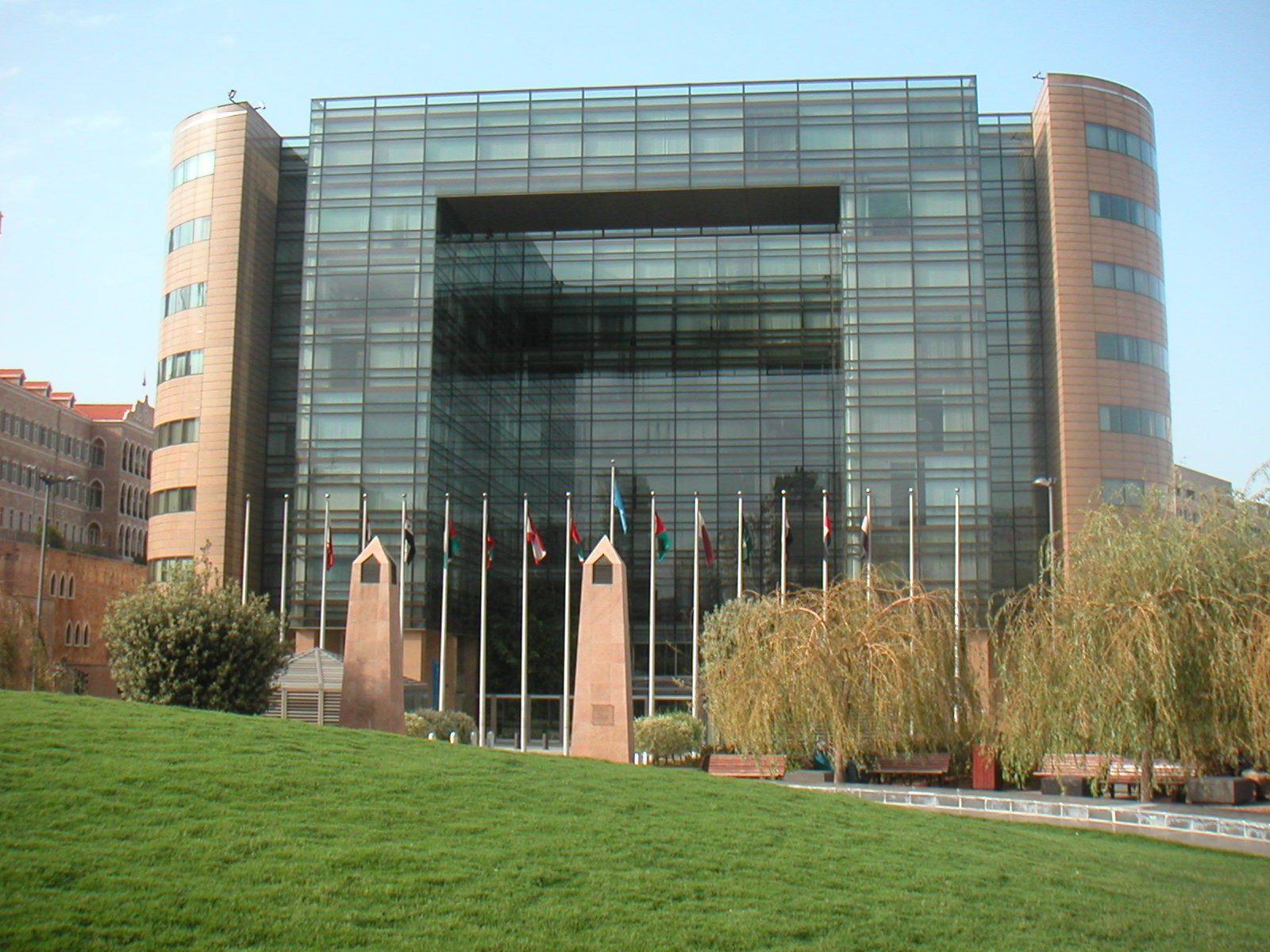
Das Kommissionsgebäude in Beirut

## Vorsitzende
- Mohammad Said Al-Attar (1974–1985)
- Mohammad Said Al-Nabulsi (1985–1988)
- Tayseer Abdel Jaber (1989–1993)
- Sabbaheddin Bakjaji (1993–1995)
- Hazem El Beblawi (1995–2000)
- Mervat Tallawy (2000–2007)
- Bader Al-Dafa (2007–2010)
- Rima Khalaf (2010–2017)
- Mohamed Ali Alhakim (seit 2017)[1]